# Quentin Gréban
Quentin Gréban (1977, Brussels Hoofdstedelijk Gewest) is een Belgische tekenaar en  boekillustrator.

## Kunstcarrière
Quentin Gréban studeerde voor illustrator aan het Sint-Lukasinstituut te Brussel. Vrij jong was hij een verwoed striplezer en schepte er een genoegen in deze na te tekenen. Vanaf zijn 18e jaar begon hij door zijn opleiding zich sterk te interesseren voor boekillustraties voor kinderboeken. Hij werd beïnvloed door het werk van van Lisbeth Zwerger, de cinema van Jean-Pierre Jeunet en Tim Burton. Hij houdt van de kunst van Manet en Mucha.

Gréban illustreerde en schreef sinds 1999 meer dan 50 kinderboeken in verschillende talen. Naar eigen zeggen is hij sterk geïnspireerd door de sprookjes van Hans Christiaan Andersen.  De kunstenaar die momenteel in Wemmel woont, werkt vooral met zachte waterverfkleuren met uitdrukkingsvolle figuurtjes waarmee hij een herkenbare beeldtaal schept.

## Tentoonstellingen
In 2017 zijn de originele tekeningen te zien van zijn boekillustraties uit de De Chinese nachtegaal in de Hasseltse Villa Verbeelding. Elke tekening heeft veel weg van een Chinees kunstwerk badend in een Oud-Chinese sfeer.

## Onderscheidingen
- 2000: Prix Saint-Exupéry voor Les contes de l'Alphabet
- oktober 2009: Kiddo Leespluim voor het boek Zazoe is verliefd